# Kristine Andersen
Kristine Andersen (* 2. April 1976 in Aalborg, Dänemark, verheiratete Kristine Frøsig-Andersen) ist eine ehemalige dänische Handballspielerin, die für die dänische Nationalmannschaft auflief.

## Karriere

### Im Verein
Kristine Andersen begann das Handballspielen beim dänischen Verein Sindal IF. Im Alter von 15 Jahren wechselte die Rückraumspielerin zu Ikast FS. In der Saison 1996/97 stand sie beim deutschen Bundesligisten Bayer 04 Leverkusen unter Vertrag.
Andersen kehrte 1997 zum dänischen Erstligisten Ikast FS zurück, der sich zwei Jahre später in Ikast-Bording Elite Håndbold umbenannte. Mit Ikast gewann sie 1998 die dänische Meisterschaft, 1998 und 2002 den dänischen Pokal, 1998 den Euro-City-Cup, 2002 den EHF-Pokal sowie 2004 den Europapokal der Pokalsieger. Nach der Saison 2004/05 beendete sie ihre Karriere. Zwischen September 2006 und Januar 2007 lief sie nochmals für den dänischen Erstligisten SK Aarhus auf.

### In der Nationalmannschaft
Andersen gewann mit der dänischen Juniorinnenauswahl bei der U-20-Weltmeisterschaft 1995 die Silbermedaille. Am 20. Februar 1996 lief sie erstmals für die dänische A-Nationalmannschaft auf. Kurz darauf gehörte Andersen als Reservespielerin dem dänischen Aufgebot für die Olympischen Spiele 1996 an, jedoch nahm sie nicht aktiv am Turnier teil. Ihre erste Turnierteilnahme war bei der Europameisterschaft 1998, bei der sie mit Dänemark die Silbermedaille gewann. Nachdem Andersen bei der Weltmeisterschaft 1999 aufgelaufen war, stand sie der dänischen Mannschaft aufgrund eines Fersensporns anderthalb Jahre nicht zur Verfügung.
Andersen kehrte am 4. August 2001 wieder ins dänische Aufgebot zurück. Bei der folgenden Weltmeisterschaft 2001 belegte sie mit Dänemark den vierten Platz. Im kleinen Finale gegen Jugoslawien erzielte sie 9 Treffer. Ein Jahr später gewann sie den Titel bei der Europameisterschaft, bei der sie zusätzlich in das All-Star-Team gewählt wurde. Ihr nächstes Turnier waren die Olympischen Spiele 2004, bei denen sie die Goldmedaille gewann. Das Finalspiel gegen Südkorea war zugleich ihr letzter Auftritt im Nationaltrikot.